# Margit Schramm
Margit Schramm (ur. 21 lipca 1935 w Dortmundzie, zm. 12 maja 1996 w Monachium) – niemiecka śpiewaczka operowa, sopran.

## Życiorys
Studiowała w Dortmundzie, zadebiutowała w 1955 roku w Saarbrücken rolą Luciety w Die vier Grobriane Ermanno Wolfa-Ferrariego. W latach 1957–1958 występowała w Koblencji, następnie była członkiem Staatstheater am Gärtnerplatz w Monachium (1959–1964) i Theater des Westens w Berlinie (1965–1966). W 1967 roku przeszła do teatru operowego w Dortmundzie, a w 1968 roku do Wiesbaden.
Specjalizowała się szczególnie w repertuarze operetkowym. Dużą popularność przyniosły jej występy w programach telewizyjnych.